# Ефингам (окръг, Илинойс)
Окръг Ефингам (на английски: Effingham County) е окръг в щата Илинойс, Съединени американски щати. Площта му е 1243 km², а населението - 34 264 души (2000). Административен център е град Ефингам.